# Dectochilus marginata
Dectochilus marginata är en fjärilsart som beskrevs av Paul Dognin 1902. Dectochilus marginata ingår i släktet Dectochilus och familjen mätare. Inga underarter finns listade i Catalogue of Life.